# Dubna (Moskau)
Dubna (russisch Дубна́, IPA: [dʊbˈna]) ist eine Stadt in der nördlichen Oblast Moskau in Russland mit 70.663 Einwohnern (Stand 14. Oktober 2010).

## Lage
Die Stadt befindet sich im äußersten Norden der Oblast Moskau nahe deren Grenze zur Oblast Twer. Die Entfernung zu Moskau beträgt etwa 120 Kilometer, die nächstgelegenen Städte sind Kimry (25 Kilometer nordöstlich von Dubna), Taldom (25 Kilometer östlich) und Konakowo (25 Kilometer westlich). Dubna liegt als einzige Stadt der Moskauer Oblast an der Wolga, die im westlichen Teil der Stadt aus dem Iwankowoer Stausee fließt. In Dubna befindet sich außerdem der nördliche Anfangspunkt des Moskaukanals. Einige Kilometer unterhalb der Stadt mündet der namensgebende Fluss Dubna von rechts in die Wolga.

## Geschichte
Ein internationales Archäologenteam hat in Zamostje 2 bei Dubna mehr als 7500 Jahre alte Wadennetze und Fischzäune entdeckt. Zamostje 2 enthält archäologische Horizonte aus der Mittel- und Jungsteinzeit.
Eine erste Siedlung auf dem heutigen Gebiet von Dubna könnte es schriftlichen Urkunden zufolge bereits zur Zeit des Großfürsten Juri Dolgoruki gegeben haben. Sie wurde jedoch 1216 bei einem Krieg mit der Republik Nowgorod zerstört. Später entstanden hier zwei Dörfer, die jedoch bis Mitte des 20. Jahrhunderts keinerlei Bedeutung hatten.

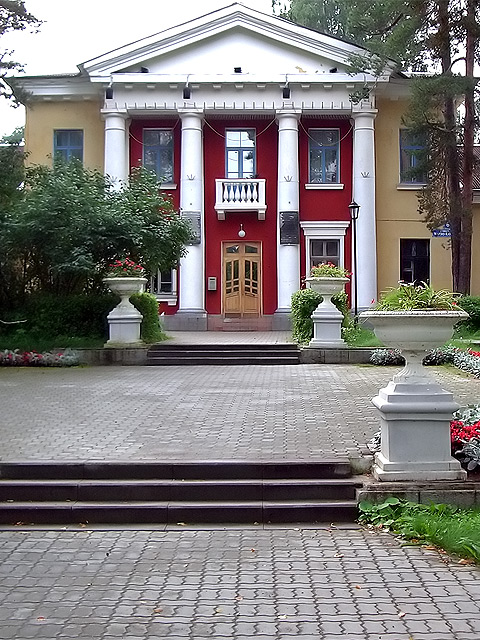
Das Haus der Wissenschaftler in Dubna

Die heutige Stadt wurde im Jahre 1947 angelegt und nach dem gleichnamigen Wolga-Zufluss benannt. Anlass für die Gründung der Arbeitersiedlung Dubno war der Bau des Moskau-Wolga-Kanals, des Iwankowoer Stausees sowie des angrenzenden Wasserkraftwerks. Nach dem Zweiten Weltkrieg entstanden außerdem Pläne, in der künftigen Stadt ein Institut für Kernforschung mit einem Teilchenbeschleuniger zu errichten. Dass die Standortwahl auf Dubna fiel, ist neben der Nähe zu Moskau auch auf das Vorhandensein des Wasserkraftwerks zurückzuführen, welches eine möglichst stabile und autonome Energieversorgung gewährleisten sollte. Der Beschleuniger wurde im Dezember 1949 in Betrieb genommen.
Von 1946 bis 1954 waren in Podberesje – heute Stadtteil Dubna 3 nördlich der Wolga – auch deutsche Flugzeugbauer und ihre Familien angesiedelt (siehe Aktion Ossawakim).
Am 24. Juli 1956 wurde das inzwischen rund 10.000 Einwohner zählende Dubna offiziell zur Stadt erklärt. Am 22. September 1956 wurde die zuvor zur Oblast Twer gehörige Stadt rajonfreie Stadt innerhalb der Oblast Moskau. Zugleich wurden die Dörfer Alexandrowka, Jurkino, Koslaki und Ratmino sowie der rechts der Wolga unweit des Staudamms gelegene Ortsteil Bolschaja Wolga der Siedlung Iwankowo nach Dubna eingegliedert; Iwankowo war im Zusammenhang mit dem Bau des Staudamms und des Moskau-Wolga-Kanals ab 1934 entstanden und besaß ab 1937 den Status einer Siedlung städtischen Typs. Am 22. Mai 1958 wurde Iwankowo selbst Stadt und von der Oblast Twer an die Oblast Moskau übergeben. Dabei kam Bolschaja Wolga wieder zu Iwankowo. Bereits am 13. Dezember 1960 wurden die Städte Iwankowo und Dubna unter letzterem Namen vereinigt. In den 1960er- und 1970er-Jahren wurden die Stadt und ihre Infrastruktur stark ausgebaut, bis 1980 stieg Dubnas Bevölkerungszahl auf über 50.000.
Seit 2001 hat die Stadt aufgrund ihrer Forschungseinrichtungen den Status einer Wissenschaftsstadt (russisch Naukograd).

### Bevölkerungsentwicklung
| Jahr | Einwohner | Bemerkung                           |
| ---- | --------- | ----------------------------------- |
| 1939 | 9.904     | Iwankowo                            |
| 1959 | 32.626    | davon Iwankowo 18.617, 14.009 Dubna |
| 1970 | 43.674    |                                     |
| 1979 | 54.886    |                                     |
| 1989 | 65.805    |                                     |
| 2002 | 60.951    |                                     |
| 2010 | 70.663    |                                     |

Anmerkung: Volkszählungsdaten

## Bildung und Wissenschaft
In Dubna befindet sich das weltweit anerkannte Vereinigte Institut für Kernforschung (Kurzbezeichnung englisch: JINR), bestehend aus sieben Instituten mit 5000 Mitarbeitern, davon 1200 Wissenschaftler und 2000 Ingenieure (2011). Unter anderem wurden hier zahlreiche neue chemische Elemente (sog. Transurane, Transactinoide) erstmals erzeugt, wie Nobelium (Ordnungszahl Z=102, 1957/68), Rutherfordium (Z=104, 1964), Dubnium (Z=105, 1967) – benannt nach dem Kernforschungszentrum in Dubna, Seaborgium (Z=106, 1974), Livermorium (Z=116, 2001), Oganesson (Z=118, 2006) oder zuletzt Tenness (Z=117, 2010), was seinen Weltruf begründet. Am 30. Mai 2012 wurde das 1999 im Institut entdeckte Element mit der Ordnungszahl 114 durch die 1919 gegründete Internationale Union für reine und angewandte Chemie (IUPAC) in Flerovium (Insel der Stabilität) benannt. Mit dem Namen „Flerovium“ wurde der renommierten Physiker, Gründer und langjähriger Leiter des Laboratoriums für Kernreaktionen am Vereinigten Institut für Kernforschung Georgi Nikolajewitsch Fljorow geehrt, der bereits 1939 die spontane Kernspaltung dokumentierte. In Dubna entdeckte er 1963 die Protonenradioaktivität und gilt als Physiker und verantwortlicher Leiter des Instituts als Entdecker von neuen Elementen des Periodensystems. Seit 1993 verleiht das JINR den Flerov-Preis (nach Georgi N. Fljorow) für Kernphysik und seit 1995 den Bruno-Pontecorvo-Preis (nach Bruno Pontecorvo) für Elementarteilchenphysik.
Die wichtigste Hochschule der Stadt ist die Staatliche Universität Dubna. Außerdem befindet sich in Dubna eine Filiale des Moskauer Staatlichen Instituts für Nachrichtentechnik, Elektronik und Automatik.

## Wirtschaft und Infrastruktur

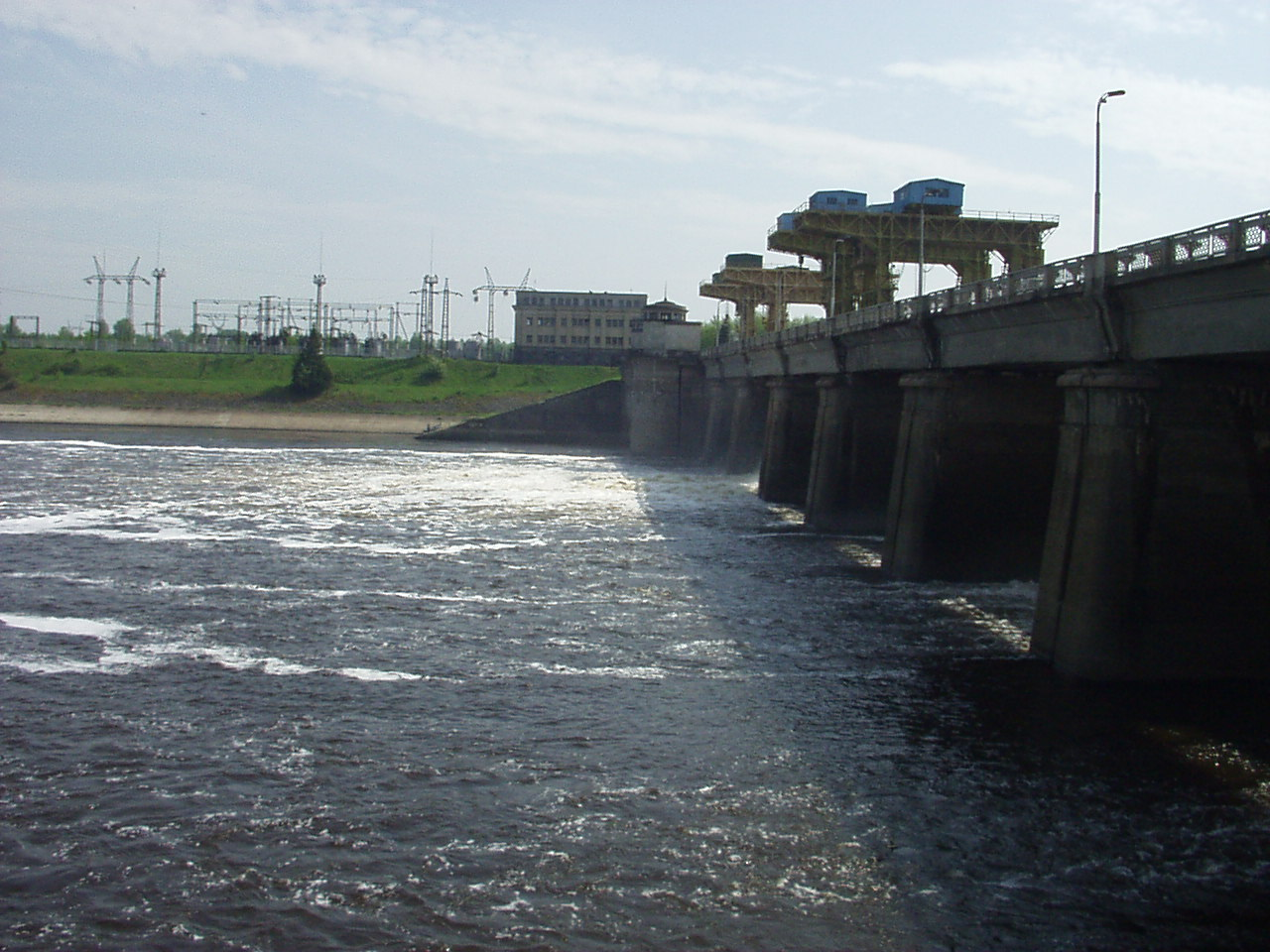
Wasserkraftwerk am Iwankowoer Stausee

Die Wirtschaft der Stadt ist eng mit den Forschungseinrichtungen verbunden. Wichtige Industriebetriebe sind eine Geräte- und eine Maschinenfabrik. Zudem ist im Stadtteil Podberesje ein Konstruktionsbüro (OKB) für Marschflugkörper ansässig, wo auch Brunolf Baade wirkte. Dubna ist ausgewiesene Sonderwirtschaftszone für die „Einführung innovativer Technik“.
Mit dem Bau der Stadt in den 1940er Jahren erhielt diese durch die Verlegung einer Stichstrecke von der Bahnstrecke Moskau–Kimry einen Eisenbahnanschluss. Hierdurch bestehen regelmäßige Regionalverbindungen mit Moskau (Sawjolowoer Bahnhof). Bedeutend für Dubna ist auch der Schiffsverkehr am Iwankowoer Stausee, der Wolga und dem Moskau-Wolga-Kanal. 

## Sonstiges
Dubna wird in Alexander Solschenizyns Buch Der Archipel Gulag als von den Häftlingen erbaute Stadt erwähnt. Am Ufer des Moskau-Wolga-Kanals steht ein vom Bildhauer Sergei Merkurow geschaffenes Monumentaldenkmal für Wladimir Iljitsch Lenin. Die Statue hat eine Höhe von 25 Metern (mit Sockel: 37 Meter) und ist somit das zweitgrößte Lenindenkmal der Welt.

## Persönlichkeiten
- Alexander Beresnjak (1912–1974), Raketenkonstrukteur[5]
- Alexander Samolodtschikow (* 1952), Physiker
- Dmitri Schiwogljadow (* 1994), Fußballspieler